# Fast Racing Neo
Fast Racing Neo est un jeu vidéo de course développé et édité par Shin'en Multimedia sorti sur la boutique en ligne de la Wii U le 10 décembre 2015. Une version disque est sortie le 30 septembre 2016 en Europe qui inclut le contenu additionnel du jeu. Ce jeu est dans la continuité de Fast Racing League et un troisième jeu, Fast RMX, est sorti le 3 mars 2017 sur Nintendo Switch et reprend le contenu de ce jeu avec des ajouts. Le jeu est comparé à la série F-Zero et Wipeout.

## Système de jeu
Le jeu propose de conduire des bolides de course nouvelle génération dans un univers futuriste. On peut passer de couleur bleue à orange (alors que c'était noir et blanc dans Fast Racing League) pour accélérer sur les endroits correspondants à la couleur. Les courses se font à huit joueurs et est jouable en ligne.